# Prix Friedrich-Wilhelm-Bessel
 (octobre 2012).
Si vous disposez d'ouvrages ou d'articles de référence ou si vous connaissez des sites web de qualité traitant du thème abordé ici, merci de compléter l'article en donnant les références utiles à sa vérifiabilité et en les liant à la section « Notes et références ».
Le prix scientifique Friedrich-Wilhelm-Bessel est décernés à de jeunes chercheurs de très haut niveau en récompense de l’excellence de leurs travaux de recherche.
La fondation Humboldt délivre environ 25 prix Friedrich Wilhelm Bessel à des jeunes scientifiques qui sont déjà reconnus comme des chercheurs dans leur discipline. Ces jeunes scientifiques sont invités à travailler sur les projets de recherche de leur choix en coopération en Allemagne pour une période de 6 mois à un an.
Montant maximum du prix : 45 000 euros. 

## Lauréats
- 2001 Bruce Allen (en), Yourii B. Ovchinnikov, Peter J. Hirschfeld, Krassimir Danov, Eric Suraud, Naveen Garg
- 2002 Ezenwa Oaheto, Victor Kozlov
- 2003 Igor L. Fedushkin
- 2004 David McAlpine, Soo-Jong Rey, Oliver Smithies
- 2005 Roland Bürgmann, Mark Tuckerman, Luis M. Chiappe, Ilan Marek
- 2006 Ashutosh Sharma, Benjamin Wandelt, Chang Chang Xi
- 2007 Adrian Constantin (en), Lorenzo Perilli
- 2008 Guy Moore, Ulrike Tillmann
- 2009 Stephan Roche, Ulisse Stefanelli
- 2010 Markus Aspelmeyer (en), Musa W. Dube
- 2011 Kaustav Banerjee[1], Christian W. Bauer, Penelope Evelyn Haxell
- 2012 Olivier Remaud (de), Thomas W. Baumgarte (de), Michael Glickman, Hoang Nguyen The
- 2013 Thomas Lörting
- 2015 Ulrike Malmendier (de), Song-I Han[2]
- 2016 Vincenzo Grillo (de)[3],[4],[5], Harald Pfeiffer (de), Javier Ballesteros Paredes, Tim M.P. Tait, Markus Kraft[6]
- 2017 Deji Akinwande, Magali Isabelle Billen
- 2018 Manuel Bibes[7]
- 2021 Philip Walther[8]
- 2022 Eva Miranda[9].